# سيد مايرز ألفا سيناتوري
سيد مايرز ألفا سيناتوري (بالإنجليزية: Sid Meier's Alpha Centauri)‏ هي لعبة فيديو من نظام 4 x تم إنتاجها في سنة 1999 وهي واحدة من سلسلة ألعاب الخيال العلمي سيفيليزيشن التي تقع أحداثها في القرن ال22، تبدأ اللعبة بنزاع بين فصائل مختلفة على أراضي كوكب كيرون في كوكبة رجل القنطور وتصبح كواكب مختلفة أراضي لمستعمرات بشرية، سيد ماير هو مصمم هذه اللعبة وعاونه براين رينولدس مصمم لعبة سيفيلزيشن 2.

## روابط خارجية
- سيد مايرز ألفا سيناتوري على موقع IMDb (الإنجليزية)